# Bandera de los Patriotas

La bandera de los Patriotas.

La bandera de los Patriotas (del francés: Drapeau des Patriotes) fue la bandera del movimiento de los Patriotas que luchó por la democracia y la independencia en Bajo Canadá (ahora Quebec), al siglo XIX. Fue también la bandera de la efímera República de Bajo Canadá, en 1838. Es similar a la bandera civil del bundesland alemán de Renania del Norte-Westfalia y las banderas nacionales de Hungría y Irán.
Ahora, la bandera es un símbolo del movimiento independentista contemporáneo de Quebec. Tiene a veces una estrella y una ilustración de Patriota.

## Banderas similares

Bandera de Hungría
Bandera de Irán